# 行為人刑法
行為人刑法（德語：Täterstrafrecht）用於指稱一種刑法體系，它主要根據行為人的人格，而非根據他的具體行為，來量定刑罰；具體行為在此只是發動刑事程序的契機，而非處罰的理由、基礎。極權國家偏好使用行為人刑法，因為可以較容易將社會問題說成是「壞人」的行為所致，用刑法抗制壞人，就解決了社會問題。不過現行的德國少年事件法，也是一部行為人刑法，因為它依據行為人（少年）的人格、「有害的傾向」來量定刑罰。
行為人刑法的相反概念是行為刑法（德語：Tatstrafrecht），在這樣的體系中，只根據行為所實現的構成要件來處罰和量刑。在量刑之際，行為人的人格可以是間接的參考因素，透過行為動機、行為手段、以及罪責程度等概念而發揮影響力（見德國刑法第46條）。於中華民國刑法，則除與德國法相同的上述概念之外，還有行為人品行、生活狀況、犯後態度等等法院於量刑時應審酌的因素，也是以行為人的人格為評價客體（見中華民國刑法第57條）。在決定是否宣告保安處分時，行為人的危險性（人格的面向之一）是重要因素。

## 文獻
1. Claus Roxin: § 6 in : Strafrecht. Allgemeiner Teil, Band I. 4. Auflage, Verlag C. H. Beck 2006. ISBN 978-3-406-53071-5